# 景新臺
景新臺（英語：Kingston Terrace）是香港房屋協會的住宅發售計劃屋苑，由劉榮廣伍振民建築師事務所設計，總承建商為新昌營造廠。本屋苑原為香港房屋協會「屯門4C區發展計劃」，並於2002年落成，前身是井頭下村。屋苑原規劃以夾心階層住屋計劃的格式設計及安裝同級的配置。隨後因配合政府停售資助房屋政策，而夾心階層住屋計劃亦仍然停止發售，香港房屋協會向運輸及房屋局申請將有關項目轉為住宅發售計劃發售，而獲批准。在2007及2008年分兩期，連同香港房屋委員會重售居者有其屋計劃第1期及第3期一併發售，以現樓方式予合資格人士申請。屋苑位於香港新界屯門景新徑2號，鄰近輕鐵景峰站。

## 概要
屋苑建有4座36層高住宅大廈位於3層高的基座平台上，地下戶外兒童遊樂場除擁有多種不同遊樂設施以供住客休憩玩樂空間外，另設有露天燒烤場給住客租用，並在3樓平台設有平台花園及住客會所：閱讀區、兒童遊樂區、電腦區、健身室及多用途活動室等。第1-4座均採用了3梯8伙設計，而第1座每層設有4個2房單位及4個3房單位，其餘第2-4座則每層設有6個兩房單位及2個3房單位，大部份單位的廳房設有窗台。
第1期（第3及4座）在2007年發售；第2期（第1及2座）在2008年發售。

## 屋苑資料

### 樓宇
| 樓宇座號 | 樓宇類型     | 落成日期  | 樓宇層數（住宅層數） | 每層伙數    | 每座單位數目（伙） | 建築師                   | 承建商     | 期數 | 提供升降機的廠商 |
| -------- | ------------ | --------- | -------------------- | ----------- | ------------------ | ------------------------ | ---------- | ---- | ---------------- |
| 第1座    | 住宅發售計劃 | 2002年8月 | 39層（4-39樓）       | 8（4-39樓） | 288                | 劉榮廣伍振民建築師事務所 | 新昌營造廠 | 2    | 通力             |
| *第2座   | 住宅發售計劃 | 2002年8月 | 39層（4-39樓）       | 8（4-39樓） | 288                | 劉榮廣伍振民建築師事務所 | 新昌營造廠 | 2    | 通力             |
| 第3座    | 住宅發售計劃 | 2002年8月 | 39層（4-39樓）       | 8（4-39樓） | 288                | 劉榮廣伍振民建築師事務所 | 新昌營造廠 | 1    | 通力             |
| 第4座    | 住宅發售計劃 | 2002年8月 | 39層（4-39樓）       | 8（4-39樓） | 288                | 劉榮廣伍振民建築師事務所 | 新昌營造廠 | 1    | 通力             |

以 * 標示樓宇為2019冠狀病毒病香港疫情中多名確診個案患者居住的大廈

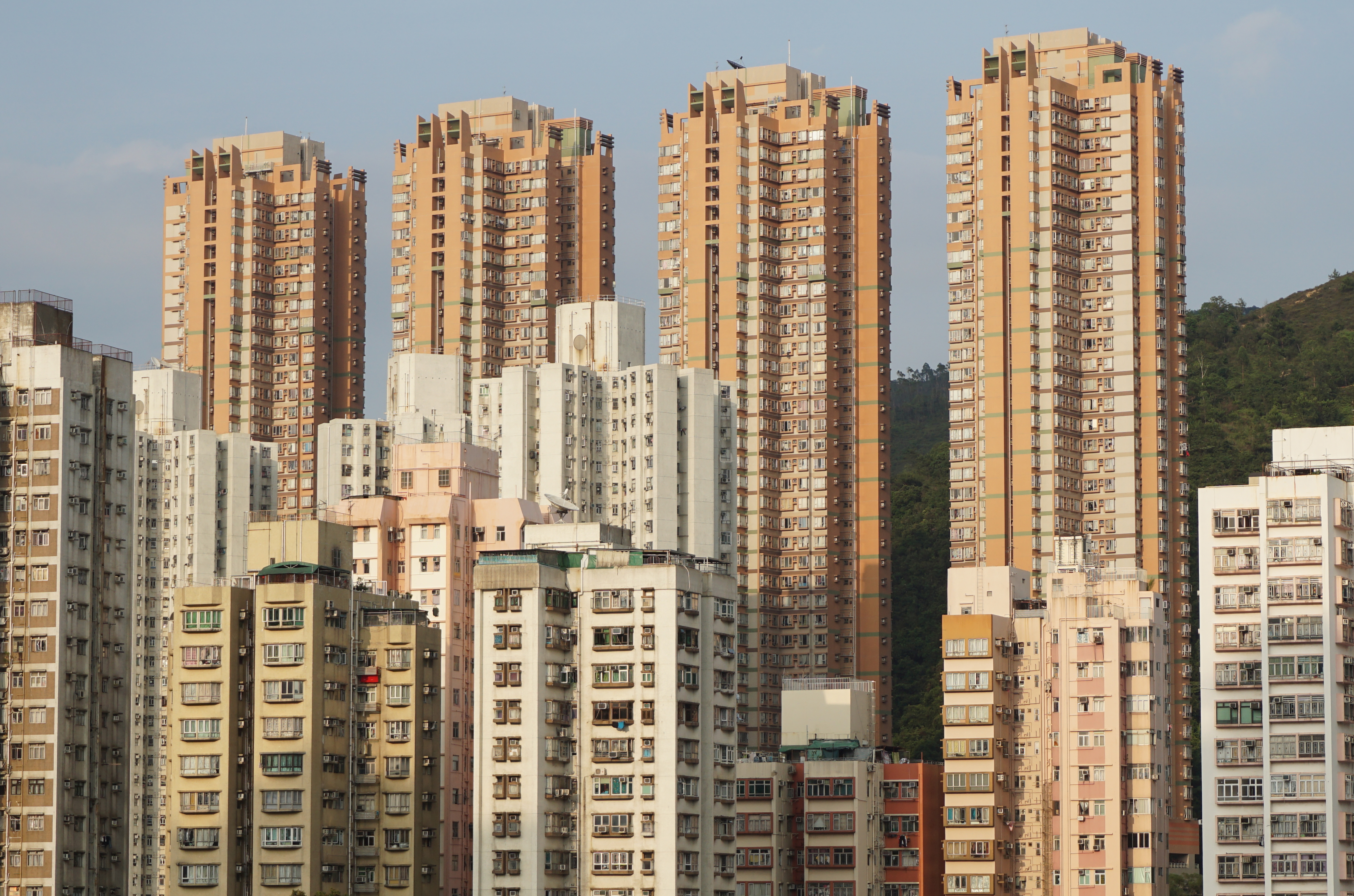
景新臺西面

## 所屬選區
景新臺屬於屯門區議會的屯門北選區，由民主建港協進聯盟成員賴嘉汶與新民黨成員蘇嘉雯擔任當區區議員。而在立法會地區直選中，則屬於新界西北（LC8）選區。

### 歷屆議員
| 選區名稱     | 屆別                 | 議員   | 政治聯繫                              | 政治聯繫                              | 選區名稱                              | 議員                                  | 政治聯繫  | 政治聯繫 |
| ------------ | -------------------- | ------ | ------------------------------------- | ------------------------------------- | ------------------------------------- | ------------------------------------- | --------- | -------- |
| 屯門東北     | 1982年－1985年       | 李模   |                                       | 無黨籍                                | 屯門東北                              | 溫志友                                |           | 無黨籍   |
| 屯門東北     | 1985年－1988年       | 鍾志輝 |                                       | 無黨籍                                | 屯門東北                              | 溫志友                                |           | 無黨籍   |
| 屯門東北     | 1988年－1991年       | 古漢強 |                                       | 新 新社聯                             | 屯門東北                              | 馮友維                                |           | 無黨籍   |
| 屯門市中心北 | 1991年－1994年       | 古漢強 |                                       | 新 新社聯                             | 屯門東北                              | 馮友維                                | 自 自民聯 |          |
| 景峰         | 1994年－1999年       | 古漢強 | 分拆出屯門鄉郊選區後， 改為單議席選區 | 分拆出屯門鄉郊選區後， 改為單議席選區 | 分拆出屯門鄉郊選區後， 改為單議席選區 | 分拆出屯門鄉郊選區後， 改為單議席選區 |           |          |
| 景峰         | 2000年－2003年       | 何杏梅 | 分拆出屯門鄉郊選區後， 改為單議席選區 | 分拆出屯門鄉郊選區後， 改為單議席選區 | 分拆出屯門鄉郊選區後， 改為單議席選區 | 分拆出屯門鄉郊選區後， 改為單議席選區 |           | 民主黨   |
| 景峰         | 2004年－2007年       | 何杏梅 | 分拆出屯門鄉郊選區後， 改為單議席選區 | 分拆出屯門鄉郊選區後， 改為單議席選區 | 分拆出屯門鄉郊選區後， 改為單議席選區 | 分拆出屯門鄉郊選區後， 改為單議席選區 |           | 民主黨   |
| 景峰         | 2008年－2011年       | 何杏梅 | 分拆出屯門鄉郊選區後， 改為單議席選區 | 分拆出屯門鄉郊選區後， 改為單議席選區 | 分拆出屯門鄉郊選區後， 改為單議席選區 | 分拆出屯門鄉郊選區後， 改為單議席選區 |           | 民主黨   |
| 景峰         | 2012年－2015年       | 何杏梅 | 分拆出屯門鄉郊選區後， 改為單議席選區 | 分拆出屯門鄉郊選區後， 改為單議席選區 | 分拆出屯門鄉郊選區後， 改為單議席選區 | 分拆出屯門鄉郊選區後， 改為單議席選區 |           | 民主黨   |
| 景峰         | 2016年－2019年       | 何杏梅 | 分拆出屯門鄉郊選區後， 改為單議席選區 | 分拆出屯門鄉郊選區後， 改為單議席選區 | 分拆出屯門鄉郊選區後， 改為單議席選區 | 分拆出屯門鄉郊選區後， 改為單議席選區 |           | 民主黨   |
| 景峰         | 2020年－2021年7月7日 | 何杏梅 | 分拆出屯門鄉郊選區後， 改為單議席選區 | 分拆出屯門鄉郊選區後， 改為單議席選區 | 分拆出屯門鄉郊選區後， 改為單議席選區 | 分拆出屯門鄉郊選區後， 改為單議席選區 |           | 民主黨   |
| 景峰         | 2021年7月8日－2023年 | 待補選 | 待補選                                | 待補選                                | 分拆出屯門鄉郊選區後， 改為單議席選區 | 分拆出屯門鄉郊選區後， 改為單議席選區 |           |          |
| 屯門北       | 2024年－2027年       | 賴嘉汶 |                                       | 民建聯                                | 屯門北                                | 蘇嘉雯                                |           | 新民黨   |

## 鄰近屋苑

### 景秀里屋苑
- 上嵐（景秀2號）[1]
- 御半山1期及2期（景秀里8號）[1]

### 景峰徑沿線屋苑
- 怡樂花園（景峰徑4-8號）[1]
- 偉景花園（景峰徑3號）[1]
- 景峰豪庭（景峰徑10號）[1]
- 景峰花園（景峰徑2號）[1]